# Arkitekterna Krook & Tjäder

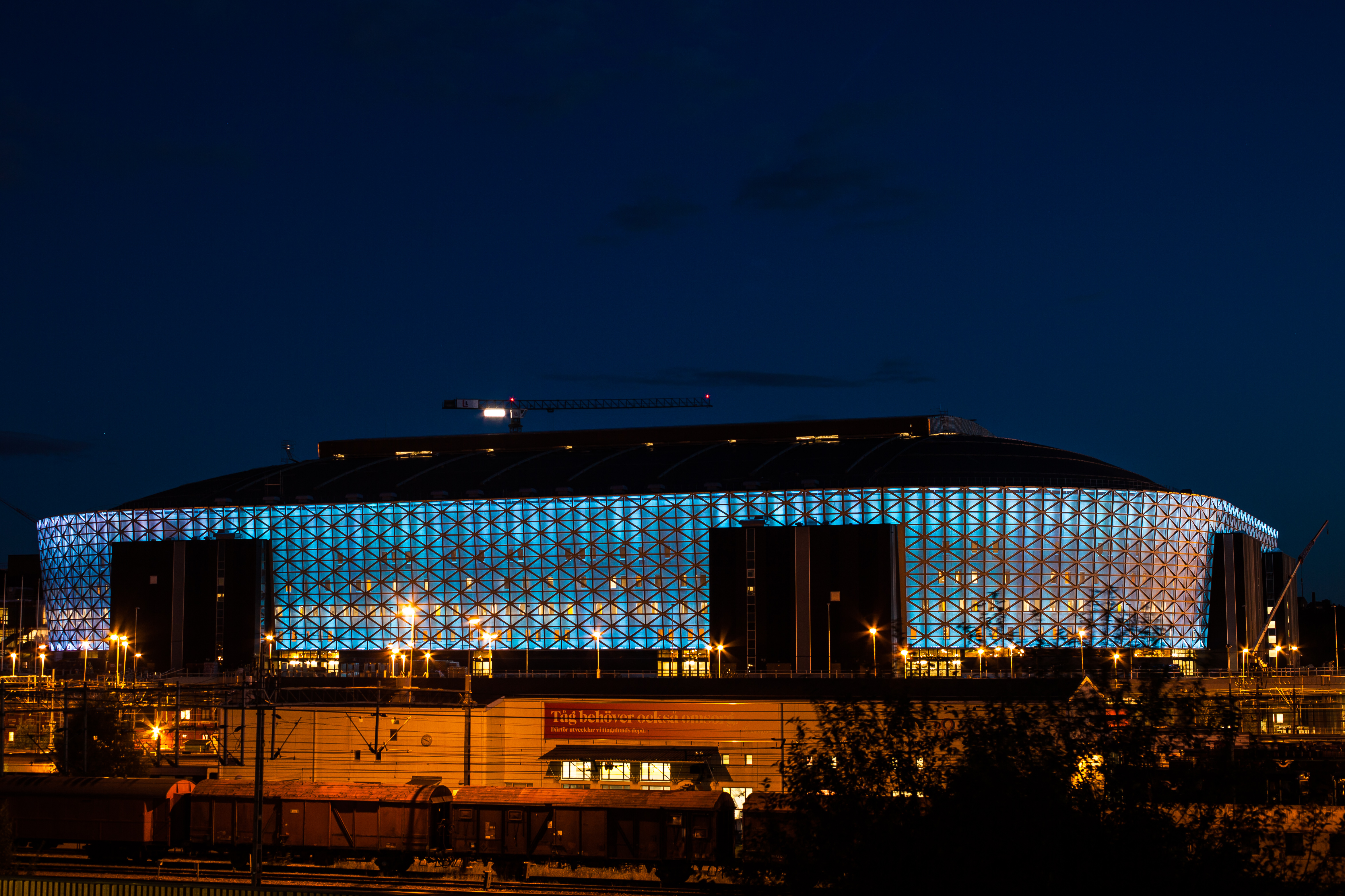
Friends Arena

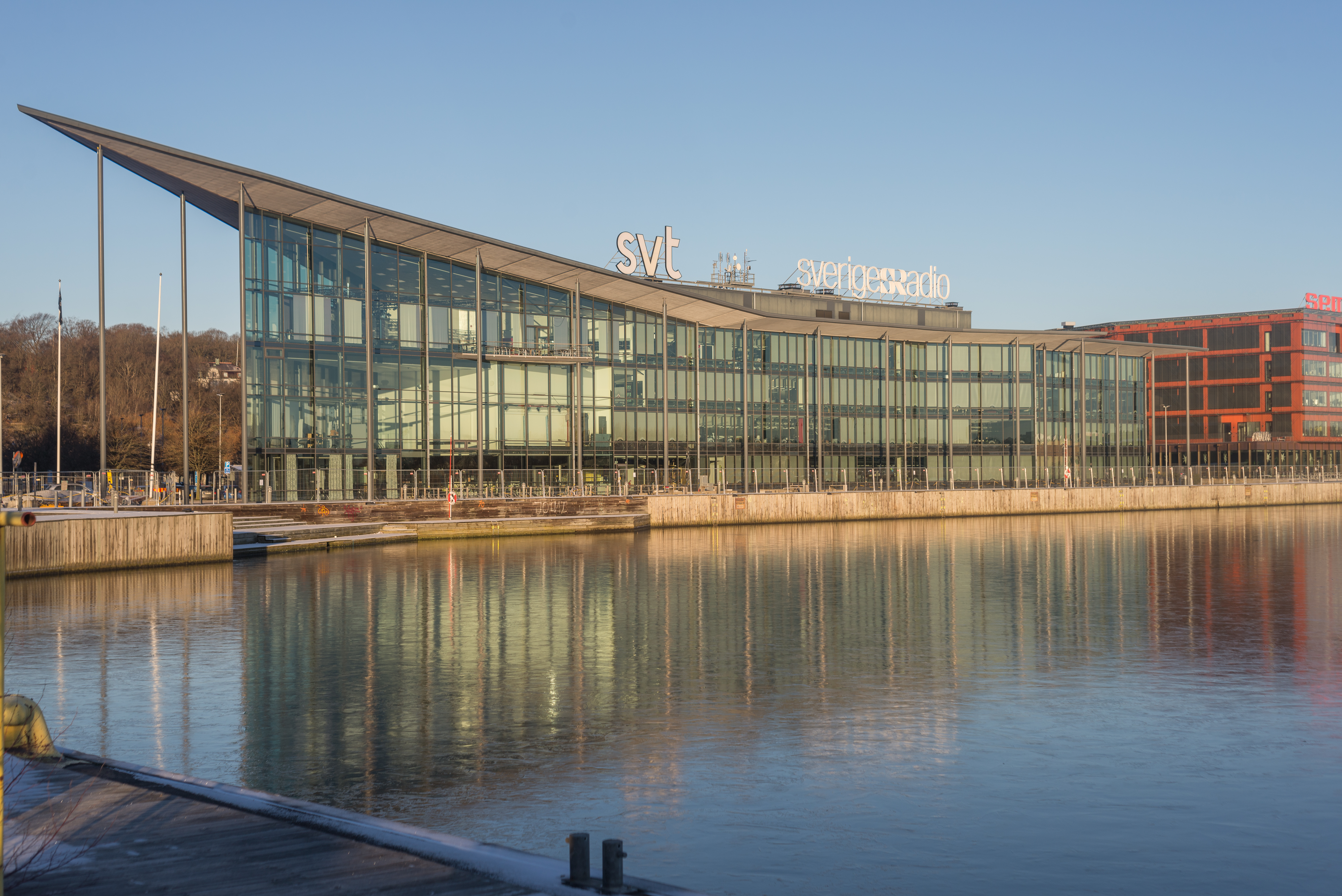
SVT/SR i Göteborg.

Arkitekterna Krook & Tjäder är ett av Sveriges större arkitektföretag med kontor i Stockholm, Göteborg, Malmö, Kristianstad, Uppsala, Borås, Halmstad, Karlstad, Östersund/Åre och Oslo. Bolaget är verksamt bland annat inom arkitektur, stadsplanering, landskapsarkitektur, inredning, projektledning, kulturmiljö och produktdesign.

## Bakgrund
Arkitekterna Krook & Tjäder grundades 1988 i Göteborg. De större delägarna i bolaget är grundarna Bengt-Ove Krook, Stefan Tjäder, Pontus Orrbacke, Johan von Wachenfeldt, Petra Kragnert, Lisa Karlsson, Gustav Zackrisson samt Tobias Magnesjö. Utöver det finns ett hundratal mindre aktieägare, samtliga anställda i bolaget.
Företaget har 2024 cirka 300 anställda och är därmed det fjärde största arkitektkontoret i Sverige. Krook & Tjäder har även flera utlandsuppdrag, främst genom att följa svenska kunder i deras internationella satsningar.
Arkitekterna Krook & Tjäder arbetar med projekt med uppdrag från privat och offentlig sektor, inom husbyggnad, landskapsplanering, inredning och produktdesign.

## Krook & Tjäder Design
År 2008 startade dotterbolaget Krook & Tjäder design i Göteborg. Designchef och delägare är Joel Karlsson. Krook & Tjäder Design arbetar med produktdesign och ritar produkter för bland andra Karl Andersson & Söner, Örsjö, Mitab och Zero.

## Projekt i urval
- 2003 - Kanalhuset, Göteborg.
- 2012 - Friends Arena, Stockholm (i samarbete med Berg Arkitektkontor, Arkitektfirmaet C.F. Møller och HOK Sport).
- 2015 - Riggen Gröndal, Stockholm, bostadshus. Nominerades till arkitekturtävlingen Årets Stockholmsbyggnad 2016.
- 2020 - Villa Copenhagen, Köpenhamn
- 2021 - Hotel The Weaver, Mölndal, hotell.
- 2024 - Park Central, Göteborg